# Їндржих Трпишовський
Їндржих Трпишовський (чеськ. Jindřich Trpišovský; нар. 27 лютого 1976, Прага) — чеський футбольний тренер, який очолює празьку «Славію». 

## Тренерська кар'єра
Почав тренерську кар'єру у молодіжних командах «Спарти» (Прага) і «Богеміанс 1905». Потім він працював помічником тренера «Вікторії Жижков», і влітку 2013 року замінив на лавці празької команди Італа Фаваріна. Був головним тренером команди у 2013—2015 роках. У сезоні 2014/15 зайняв з командою 4 місце у Другій лізі, втім через фінансові проблеми команда була понижена у класі.
У червні 2015 року вперше очолив клуб вищого дивізіону «Слован» (Ліберець), замінивши Давіда Ваврушку. Його великим успіх став вихід команди до групового етапу Ліги Європи 2015/16 після того, як пройшли у кваліфікації ізраїльський «Хапоель» (Кір'ят-Шмона) і хорватський «Хайдук». Незважаючи на сенсаційну перемогу 1:0 на полі «Марселя», у підсумку чехи стали лише третіми за французьким клубом і португальською «Брагою».
У грудні 2017 року очолив «Славію» (Прага). У своєму першому сезоні в клубі він привів до перемоги у національному кубку.

## Досягнення
- Чемпіон Чехії (4):

«Славія»: 2018-19, 2019-20, 2020-21, 2024-25
- Володар Кубка Чехії (4):

«Славія» (Прага): 2017-18, 2018-19, 2020-21, 2022-23

### Індивідуальні
- Тренер місяця у чемпіонаті Чехії: серпень 2015, жовтень 2015, квітень 2017

## Особисте життя
Його тренерським зразком є німець Юрген Клопп.